# Mordängeln
Mordängeln (originaltitel El ángel exterminador) är en mexikansk spelfilm från 1962 av surrealisten Luis Buñuel.

## Handling
Filmen handlar om en fest som alla vill gå hem ifrån men tvingas att stanna på grund av en osynlig kraft som stoppar dem i hallen. Det går dagar och nätter, och gästerna tvingas leva som djur. Luis Buñuel kombinerar i sin film det vardagliga med det drömlika och mytologiska.

## Rollista
| Silvia Pinal           | – Leticia, "Valkyrian"               |
| Enrique Rambal         | – Edmundo Nóbile, värden             |
| Lucy Gallardo          | – Lucía Nóbile, värdinnan            |
| Claudio Brook          | – Julio, hovmästaren                 |
| José Baviera           | – Leandro Gómez, gäst                |
| Augusto Benedico       | – Carlos Conde, doktor, gäst         |
| Antonio Bravo Sánchez  | – Sergio Russell, gäst               |
| Enrique García Álvarez | – Alberto Roc, dirigent, gäst        |
| Jacqueline Andere      | – Alicia Roc, gäst                   |
| César del Campo        | – Álvaro Aranda, överste, gäst       |
| Rosa Elena Durgel      | – Silvia, operasångerska, gäst       |
| Ofelia Guilmáin        | – Juana Ávila, gäst                  |
| Xavier Loyá            | – Francisco Ávila, Juanas bror, gäst |
| Nadia Haro Oliva       | – Ana Maynar, gäst                   |
| Tito Junco             | – Raúl, den tjocke gästen            |